# دوقة روسيا الكبرى إيلينا فلاديميروفنا
إيلينا فلاديميروفنا (الروسية: Елена Владимировна) (29 يناير 1882 - 13 مارس 1957)، والمعروفة أحياناً باسم هيلين أو هيلينا أو هيلين أو إلين أو يلينا أو هيلين أو إيليني، دوقة روسيا كبرى باعتبارها الابنة الوحيدة والأصغر من أبناء الدوق الأكبر فلاديمير الكسندروفيتش من روسيا والدوقة ماري من مكلنبورغ شفيرين. كان زوجها الأمير نيكولاس أمير اليونان والدنمارك وكانا أولاد عمومة للإمبراطور نيكولاس الثاني ملك روسيا. كانت أيضًا ابنة عم الملكة جوليانا ملكة هولندا وألكسندرين ملكة مكلنبورغ شفيرين، ملكة الدنمارك.

## حياة سابقة
كان لإيلينا وأخوتها الثلاثة الأكبر سناً، كيريل وبوريس وأندريه، مربية إنجليزية ويتحدثون الإنجليزية كلغة أولى. كانت الشابة إيلينا مزاجية وكان أحيانًا خارج نطاق السيطرة.إيلينا، التي نشأت على يد أم كانت تدرك تمامًا وضعها الاجتماعي، اعتبرها البعض مغرورة.

## الزواج والاطفال

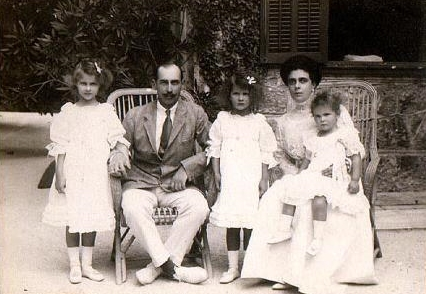
هي وعائلتها عام 1908.

كانت مخطوبة في البداية للأمير ماكس من بادن، لكن ماكس تراجع عن الخطوبة. كانت والدة إيلينا غاضبة وتحدث المجتمع عن صعوبة إيلينا في العثور على زوج. في وقت ما من عام 1899، كانت إيلينا البالغة من العمر سبعة عشر عامًا مخطوبة للأرشيدوق النمساوي فرانز فرديناند، لكن هذا لم يتحقق لأنه وقع في حب الكونتيسة صوفي تشوتيك.
اقُترح الأمير نيكولاس من اليونان والدنمارك، الابن الثالث لجورج الأول ملك اليونان، لأول مرة في عام 1900 كخطيب لإيلينا، لكن والدة إيلينا كانت مترددة في السماح لابنتها بالزواج من ابن أصغر سناً ليس لديه ثروة حقيقية أو احتمالية وراثة العرش. وافقت أخيرًا على السماح لإيلينا بالزواج من نيكولاس، الذي كان ابن عم إيلينا الثاني من خلال والدته أولغا كونستانتينوفنا من روسيا ووالدها الروسي فلاديمير ألكساندروفيتش، في عام 1902 بعد أن أصبح من الواضح أنه لا توجد عروض أخرى في الأفق.
تزوج الزوجان في 29 أغسطس 1902 في تسارسكوي سيلو، روسيا. مثل العديد من حفلات الزفاف الإمبراطورية، وكانت القضية الكبرى، وحضره الإمبراطور والإمبراطورة من روسيا والملك والملكة من الإغريقيين، بين أفراد العائلة المالكة والنبلاء من روسيا الأخرى.
كتبت أرملة الإمبراطور أن إيلينا «تتمتع بنبرة فظة ومتعجرفة للغاية يمكن أن تصدم الناس» وتتوقع حدوث مشاكل في الزواج.  أثار «أسلوب إيلينا الكبير» غضب بعض الناس في المحكمة، لكن زواجها كان سعيدًا.
كان للأمير والأميرة نيكولاس ثلاث بنات:
- أميرة اليونان والدنمارك أولجا (1903-1997)؛ تزوجت من الأمير بول من يوغوسلافيا عام 1923 ورُزقا منها
  - الأمير الكسندر يوغوسلافيا (1924-2016)؛ تزوج أولاً من الأميرة ماريا بيا من سافوي من 1955 إلى 1967 ورُزقا بأبنائهن. تزوجت ثانياً من الأميرة باربرا أميرة ليختنشتاين عام 1973 ورزقا بأبناء.
  - نيكولا أمير يوغوسلافيا (1928-1954)؛ لم يتزوج وليس لديه مشكلة.
  - الأميرة اليزابيث يوغوسلافيا (مواليد 1936)؛ تزوج أولاً من هوارد أوكسنبرغ من عام 1961 إلى عام 1966 وكان لهما رزق؛ تزوج ثانياً من نيل بلفور من عام 1969 إلى عام 1978 وكان لهما نسل؛ تزوج ثالثا من مانويل أولوا إلياس في عام 1987، بدون قضية.
- الأميرة إليزابيث ملكة اليونان والدنمارك (1904-1955)؛ تزوج من كارل ثيودور ، كونت تورينج جيتنباخ عام 1934، ورُزقا بأخوة:
  - هانز فيت، كونت تورينج جيتنباخ (مواليد 1935)؛ تزوجت الأميرة هنرييت من هوهينلوه بارتنشتاين عام 1964 ورزقت بأميرة.
  - هيلين، كونتيسة Törring-Jettenbach (مواليد 1937)؛ تزوج من الأرشيدوق النمساوي فرديناند كارل ماكس عام 1956 ورُزقا بأبناء.
- الأميرة مارينا اليونان والدنمارك (1906-1968)؛ تزوج الأمير جورج دوق كنت عام 1934 ورُزقا بما يلي:
  - الأمير إدوارد دوق كنت (مواليد 1935)؛ تزوج من كاثرين ورسلي عام 1961 ورُزقا بأبناء.
  - الأميرة الكسندرا من كنت (مواليد 1936)؛ تزوج من أنجوس أوجيلفي عام 1963 ورُزقا بأبناء.
  - الأمير مايكل من كنت (مواليد 1942)؛ تزوجت البارونة ماري كريستين فون ريبنيتز عام 1978 ورُزقا بأبناء.

عانت الدوقة الكبرى إيلينا من تدهور صحتها بعد ولادة الأميرة مارينا مما تسبب في معاناة زوجها.

## الحياة في المنفى

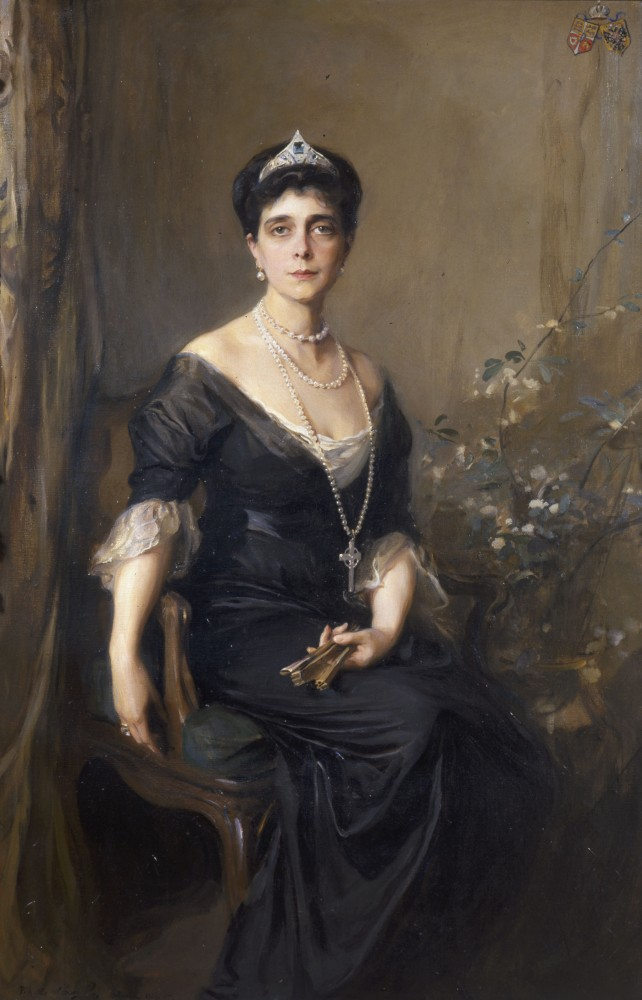
بورتريه بقلم فيليب دي لازلو ، 1914

تأثرت الأسرة فيما بعد باضطراب الثورة الروسية عام 1917 والاضطرابات اللاحقة في اليونان، التي أصبحت جمهورية وأدت إلى عيش الأسرة في فرنسا لبعض الوقت.
أثناء إقامتها في فرنسا، انخرطت الدوقة الكبرى إيلينا بعمق في الأعمال الخيرية للمنفيين الروس، وخاصة الأطفال. عاش الأمير نيكولاس وعائلته في ظروف مخفضة ولكنها أنيقة، بسبب نقص المال بسبب نفيهم من اليونان وفقدان دخلهم الروسي. كانت مجموعة المجوهرات الرائعة للدوقة الكبرى إيلينا، بالإضافة إلى الأعمال الفنية الخاصة بالأمير نيكولاس، مصادر دخلهم.
تزوجت أميرة اليونان أولجا من أمير يوغوسلافيا بول؛ تزوجت الأميرة إليزابيث ملكة اليونان من الكونت كارل ثيودور زو تورينج-جيتنباخ، ابن الدوقة صوفي في بافاريا وسليل عائلة بافارية قديمة وغنية توسطت. وتزوجت الأميرة مارينا اليونانية من الأمير جورج دوق كنت في نوفمبر 1934.
أصبحت الدوقة الكبرى إيلينا أرملة في وقت مبكر من عام 1938، حيث عانى الأمير نيكولاس من نوبة قلبية وتوفي فجأة. بقيت في اليونان طوال الحرب العالمية الثانية، وتوفيت هناك عام 1957. تركت مكتبتها الشخصية لمدرسة أنافريتا.

## الألقاب والأنماط
- 17 يناير 1882 - 29 أغسطس 1902: صاحبة السمو الإمبراطوري الدوقة الروسية إيلينا فلاديميروفنا.
- 29 أغسطس 1902 - 13 مارس 1957: صاحبة السمو الإمبراطوري وصاحبة السمو الملكي أميرة نيكولاس أمير اليونان والدنمارك.

## مرتبة الشرف
- السيدة جراند كوردون من وسام سانت كاترين.
- سيدة الصليب الأكبر لأمر القديسين أولغا وصوفيا